# 러시아 구해군성

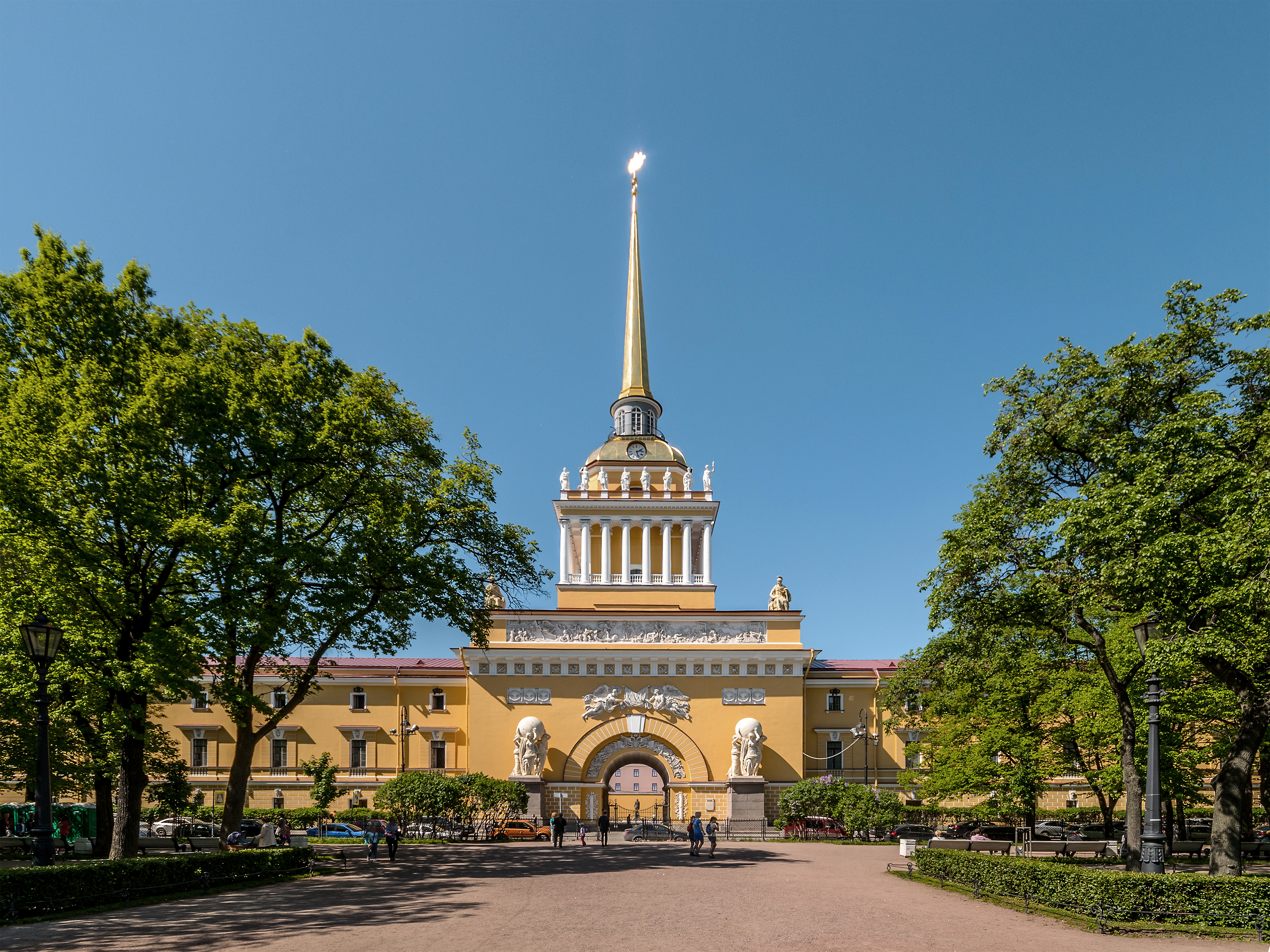
상트페테르부르크에 위치한 러시아 구해군성 청사

러시아 구해군성(러시아 舊海軍省, 러시아어: Здание Главного адмиралтейства)은 러시아 제국의 해군 본부의 옛 사령부이다. 현재 건물은 러시아 상트페테르부르크에 있다.
건축가인 안드레얀 자하로프(Andreyan Zakharov)가 설계를 맡았으며 1806년부터 1823년까지 건설되었다.